# Analog Science Fiction and Fact
Az Analog Science Fiction and Fact  egy amerikai tudományos-fantasztikus havi magazin. Astounding Stories of Super Science néven alapították 1929 decemberében, majd az Astounding Stories névre rövidítették 1930-ban. Később 1938-ban Astounding Science-Fiction nevet vette fel, majd 1960-ban az Analog Science Fact & Fiction, végül 1992 novemberében az Analog Science Fiction and Fact nevet, amit ma is használ. Így a magazin lényegében a legrégebb óta folyamatosan megjelenő kiadvány a maga műfajában. A sci-fi műfajban rendkívül meghatározó újság volt annak aranykorában. Többek között a sci-fi irodalom olyan nagyságai publikáltak a lapban mint, E.E. Smith, Theodore Sturgeon, Isaac Asimov, Robert A. Heinlein, A. E. van Vogt, Lester del Rey, H.P. Lovecraft, Frank Herbert. Valamint olyan művek jelentek meg az újságban elsőként a sci-fi rajongói számára mint a Dűne.

## Története
Astounding Stories of Super Science néven alapították 1929 decemberében. A 2. évfolyamtól vette fel az Astounding Stories nevet. Kezdetben ponyva jellegű űrutazásos történeteket tartalmazott, de F. Orlin Tremaine alatt az igényesség irányába fordult. Ő bátorította az írókat, hogy a bevált sablonok helyett új dolgokat találjanak ki. Ekkor váltak piacvezetővé. A lap az aranykorát John W. Campbell, Jr. alatt érte el, aki 1937 októberében lett a lap vezető szerkesztője. Campbell átkeresztelte a lapot Astounding Science-Fiction-ra. Motiválta a szerzőit, hogy gondolják végig milyen tudományos – technikai felfedezések lehetnek a jövőben és ezek hogyan befolyásolják az embereket. Campbell egyik tanácsa az íróinak: "Találj ki egy olyan lényt, ami olyan jól gondolkozik, mint egy ember, vagy még jobban, mint egy ember, de nem úgy, mint egy ember." Magasabbra tette az írás minőségének mércéjét, mint az azelőtti írók.
Ő segítette első publikáláshoz Robert A. Heinlein-t és Isaac Asimov-ot is. Campbell hatalmas befolyást gyakorolt az íróira, így alakította a science fictiont. Asimov így írt erről: "A kiterjesztései voltunk (Campbellnek), az irodalmi klónjai voltunk." Campbell irányítása alatt az 1938-tól 1950-ig tartó éveket a science fiction aranykoraként emlegették, bár Asimov rámutat arra, hogy az aranykor kifejezést más időszakokra is használják a science fiction történelme alatt.
Campbell irányítása alatt segítette L. Ron Hubbard vallási szcientológiáját. Hubbardot ígéretes sci-fi-írónak és Campbell védencének tekintették, és Campbell adta ki Hubbard első dianetikáról és az új vallásáról szóló cikkeit. Ahogy előrehaladott Campbell uralma, több figyelmet szentelt Hubbard és a hozzá hasonló írók ötleteinek, és vezércikkeket írt a dianetika támogatásáról. Bár az Astoundingnak lojális rajongótábora volt, az olvasók más magazinokhoz kezdtek fordulni.

### Történeti áttekintő
- 1929 december Astounding Stories of Super Science néven megalapítják a magazint.
- 1937 október John W. Campbell, Jr. vezető szerkesztő lesz.
- 1946 ban eltüntetik a kötőjelet, és a lap neve Astounding SCIENCE FICTION lesz
- 1950-es években Campbell erős domináns személyisége a döntéshozatalban oda vezet, hogy több jelentős íróval megromlik a viszonya. Több színvonalas magazin is megjelenik: The Magazine of Fantasy and Science-Fiction, Galaxy Science Fiction így az Astounding elveszíti piacvezető helyét.
- 1960-ban Campbell megváltoztatja újra az általa szenzációhajhásznak tartott címet Analogra. Kezdetben az Astounding felirat még látszott a háttérben.
- 1971-ben Campbell halála után Ben Bova lesz a főszerkesztő. 1973 és 1978 között sorozatban Hugo-díjat kapott, mint legjobb főszerkesztő
- Utódjának Stanley Schmidt-nek ez még nem sikerült

## Érdekességek
- A legtöbb rajongói levelet kiváltó novella a Rideg egyenletek volt (Tom Godwin)
- 1950-ben itt publikálta L. Ron Hubbard Dianetika témájú cikkét, amelyből a Scientológia lett.
- Frank Herbert a Dűne könyvbeli kiadását az Analog magazinnak köszönheti. A szerző korábban több mint 20 visszautasítást kapott különböző könyvkiadóktól. Azonban miután az Analógban folytatásos sorozatként megjelent a Dűne, a magazin egyik olvasója Sterling E. Lanier – a főleg autószerelés kézikönyveiről ismert – Chilton könyvkiadó egyik szerkesztője felajánlotta, hogy kiadnák a könyvet.

## Szerkesztői
- Harry Bates, 1930. január – 1933. március
- F. Orlin Tremaine, 1933. október – 1937. október
- John W. Campbell, Jr., 1937. október – 1971. december (haláláig)
- Ben Bova, 1972. január – 1978. november
- Stanley Schmidt, 1978. december – 2012. augusztus
- Trevor Quachri, 2012. – napjainkig.

## A magazinban publikáló leghíresebb szerzők
A teljesség igénye nélkül néhány példa:
- Kevin J. Anderson
- Poul Anderson
- Catherine Asaro
- Isaac Asimov
- Greg Bear
- Gregory Benford
- Alfred Bester
- Ben Bova
- Ray Bradbury
- David Brin
- Lois McMaster Bujold
- Orson Scott Card
- Arthur C. Clarke
- Hal Clement
- L. Sprague de Camp
- L. Ron Hubbard
- Lester del Rey
- Philip K. Dick
- Harlan Ellison
- Michael F. Flynn
- James Gunn
- Joe Haldeman
- Harry Harrison
- Robert A. Heinlein
- Frank Herbert
- Damon Knight
- Henry Kuttner
- Fritz Leiber Jr.
- Murray Leinster
- Paul Levinson
- Anne McCaffrey
- Elizabeth Moon
- Larry Niven
- Jay A. Parry
- Hayford Peirce
- H. Beam Piper
- Frederik Pohl
- Jerry Pournelle
- Spider Robinson
- Robert J. Sawyer
- Robert Silverberg
- Clifford D. Simak
- Allen M. Steele
- Jack Vance
- A. E. van Vogt
- Vernor Vinge
- Jack Williamson